# Limuzina
Limuzina je osobni automobil s četverim vratima i prtljažnikom odvojenim od putničke kabine.
Limuzina je bilo koji automobil takvog oblika karoserije, no tom se riječju razgovorno često opisuju produžene "stretch" limuzine kakve su česte u SAD-u, a razlog tome je što se tamo za "obične" limuzine koristi isključivo pojam sedan.
Ime su limuzine dobile prema francuskoj provinciji Limousin, koja se nalazi u središnjoj Francuskoj oko grada Limogesa i gdje su stanovnici nosili šešire oblika sličnog obliku karoserije takvog automobila.
U Velikoj Britaniji limuzina se
naziva saloon, u Francuskoj berline, a u Italiji berlina.

## Limuzine iz cijelog svijeta
- Holden Commodore
- /  Toyota Avensis
- Jaguar XF
- Chrysler 300C
- Volkswagen Passat
- Škoda Superb
- Volvo S80
- Hyundai i40
- Citroën C6
- Maserati Quattroporte
- Brilliance BS6
- Dacia Logan
- Lada Vesta